# Robert Crawshaw
Robert Arnold Crawshaw (Bury, 6 marzo 1869 – Burnley, 14 settembre 1952) è stato un pallanuotista e nuotatore britannico.
Partecipò alle gare di pallanuoto e di nuoto della II Olimpiade di Parigi del 1900 e vinse una medaglia d'oro nel torneo di pallanuoto, con la squadra del Osborne Swimming Club di Manchester, battendo in finale la squadra belga del Brussels Swimming and Water Polo Club per 7-2.
Prese parte anche a due gare di nuoto nella stessa manifestazione, nei 200 metri stile libero, dove arrivò quarto in finale, con un tempo di 2'45"6, e nei 200 metri ostacoli, che consisteva nell'arrampicarsi su una pertica, superare una fila di barche e poi ritornare nuotando sotto le barche. In questa, qualificandosi per la finale, dove si ritirò.